# Teleorman
Teleorman je župa (județ) v jižním Rumunsku, ve Valašsku. Jejím hlavním městem je Alexandria.

## Charakter župy
Hraničí na západě s župou Olt, na severu s župami Pitești a Dâmbovița, na východě s župou Giurgiu a na jihu s Bulharskem. Většina jejího území je nížinná, velmi vhodná pro zemědělství, k severu se mírně zvedá. Hlavními řekami, které tudy protékají kromě Dunaje, tvořícího jižní hranici župy, je Vedea a Teleorman; ta druhá dala župě svůj název. Na ploše 5 790 km² tu žije tu 465 053 obyvatel, 97 % z nich jsou Rumuni, největší menšinou jsou Romové. Průmysl je soustředění v hlavním městě, kde jsou velké závody, vyrábí se hlavně potraviny, textil a chemikálie. Zemědělství ale stále zde dodnes zaměstnává nejvíce lidí. Župou prochází i důležitá železnice, spojující Bukurešť s Craiovou, na její větev je napojené i hlavní město.

## Významná města
(Stav dle sčítání lidu v roce 2002)
| Město           | Obyvatelé |
| --------------- | --------- |
| Alexandria      | 50 591    |
| Roșiori de Vede | 31 873    |
| Turnu Măgurele  | 30 187    |
| Zimnicea        | 15 539    |
| Videle          | 12 015    |
| Orbeasca        | 8 453     |
| Peretu          | 8 054     |
| Botoroaga       | 6 686     |
| Lunca           | 6 683     |
| Plosca          | 6 599     |
| Băbăița         | 6 467     |
| Islaz           | 6 213     |